# 薩里沙巴里烏帕齊拉
薩里沙巴里是孟加拉國的一個烏帕齊拉，位於邁門辛專區的傑馬勒布爾縣。

## 人口

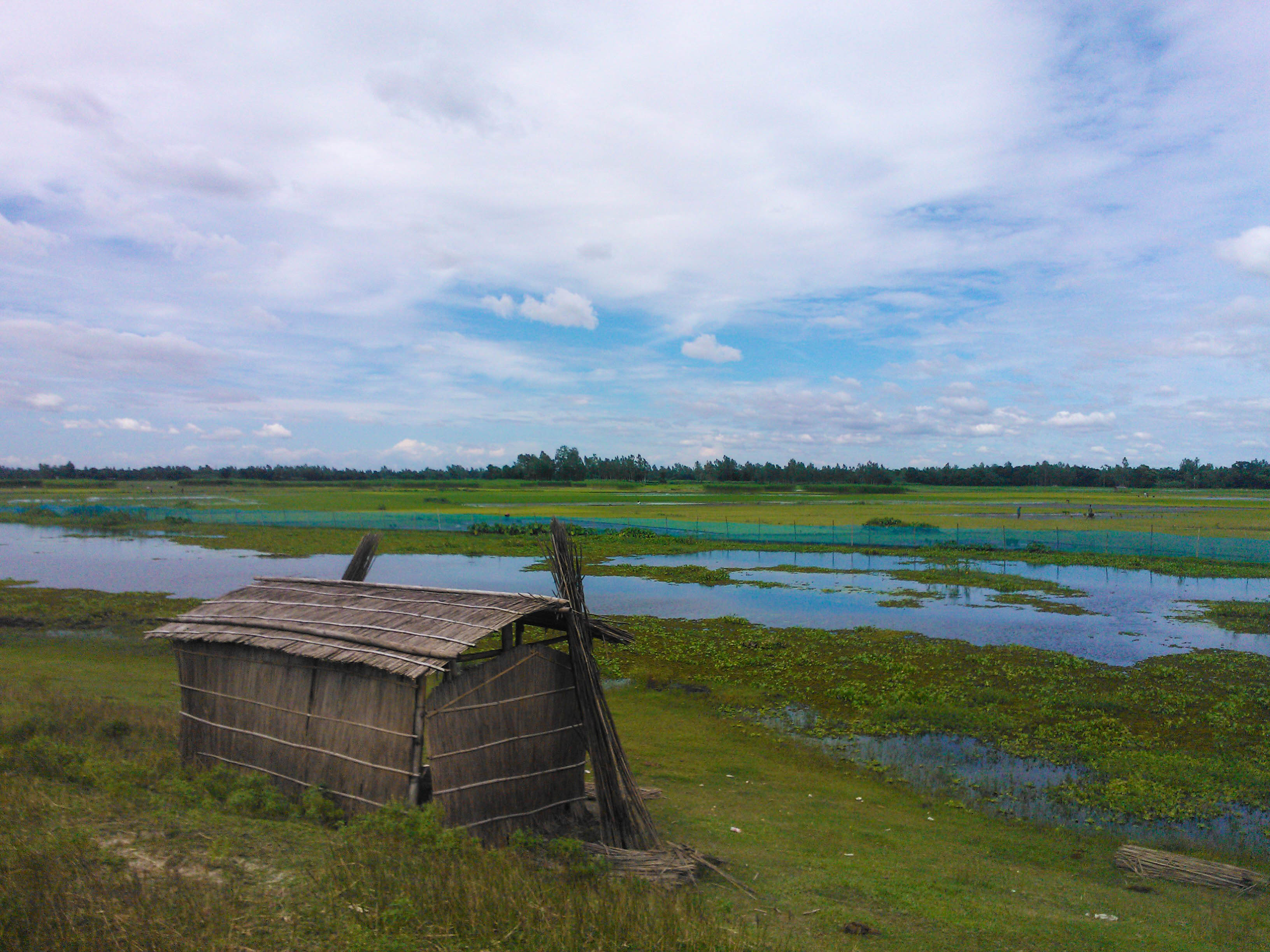
薩里沙巴里鄉村景色

據1991年孟加拉國人口普查，薩里沙巴里共有58254戶人家，人口289106人。其中男性佔比51.66%，女性48.34%；成年人口148197人。該地7歲以上人口之平均識字率為24.4%。